# Ürgüp
Ürgüp és un districte i un poble la província de Nevşehir, Turquia. Situada a 20 km a l'est de Nevşehir, a la vora d'un petit afluent esquerre del Kızılırmak (riu Vermell), i en la gran carretera que uneix Kayseri a l'antiga Constantinoble, avui Istanbul. També era un centre de població important en l'època seljúcida, quan s'anomenava Başhisar.
Ürgüp, igual que el llogaret veí d'Uch Hissar ('Tres Castells'), està situada en una de les comarques més notables d'Anatòlia per les seves curiositats naturals i arqueològiques. Les aigües i els meteorits han corroït els assentaments de turó sobre els quals reposen les pedres dures, i hi han cavat tota una xarxa de valls i barrancs.
Alguns dels turons així retallats han conservat el seu capitell; d'altres han perdut el bloc terminal i es presenten en forma de cons d'altura desigual; poden elevar-se de 10 fins a 100 metres. La major part d'aquests cons resten plens d'obertures que donaven accés a reduïts interiors, habitatges humans, colomars o tombes, unes d'unes simples excavacions quadrangulars, d'altres precedides de vestíbuls esculpits, fins a columnates, i decorats amb pintures. Eren certament residència dels antics aborígens; allí col·locaven els seus déus i enterraven llurs difunts. Fins que, el 1970, foren prohibits pel perill que comportaven en una terra que sovint pateix terratrèmols.
Les cases actuals d'Ürgüb han servat quelcom d'aquests antics habitacles de troglodites; estan construïdes a sobre d'altes arcades per sota de les quals s'obren extenses coves, buidades en la roca calcària.

## Construccions importants
Damat Ibrahim Paşa feu construir fonts de marbre i inscripcions als carrers i places d'Ürgüp. Manà escriure diferents poesies per inscriure-les en els marbres de les fonts realitzades en famosos tallers de pedra d'Istanbul. Documents pertanyents al segle xix indiquen que existien allí 70 mesquites, 5 esglésies i 11 biblioteques.
Les construccions seljúcides i otomanes d'Ürgüb són les següents: la tomba d'Alti Kapili (les sis portes), la tomba de Kiliçarslan, la mesquita i tomba de Taşkinpaşa al municipi de Taşkinpaşa, pertanyent a Ürgüp.

### La Necròpolis de Kurtderesi
Les sepultures de la necròpolis de Kurtderesi, situades a prop del municipi de Karlik, pertanyent a Ürgüp, estan excavades a les vores d'un abrupte altiplà. Petites figures gravades a grans trets sobre les lloses de les sepultures són representacions simbòliques realitzades per als difunts. Totes les tombes estan constituïdes per una cel·la amb tres petits punts de ventilació sobre l'entrada. En la cel·la, s'hi poden veure plataformes per a dipositar els cadàvers, de vegades un o dos, i la majoria en forma de U per a més cossos. Aquestes tombes pertanyen a l'època romana.

### L'Església de Tagar
Per arribar al municipi de Yeşilöz, pertanyent a Ürgüp, es gira a la dreta als 8,5 km de la carretera Ürgüp-Kayseri i es continua pel nou camí altres 8 km. L'església allà situada presenta un pla en forma de T, el seu centre està recobert per una cúpula (que va ser destruïda i ara es troba coberta per cristalls). S'hi puja per una escala a la galeria superior. És una construcció diferent a totes les altres esglésies de la Capadòcia. L'església, en la qual quasi tots els frescos estan molt ben conservats, fou decorada per tres artistes, cadascú amb el seu propi estil. Fou construïda amb el nom de Sant Teodor i data dels segles xii i xiii.
Pels voltants d'Ürgüp, les valls de Devrent, Üzengi i Keslik contenen valors històrics i naturals.